# Thure Hellström (läkare)
Thure Gustaf Hellström, född 22 augusti 1857 i Nyköping, död 9 april 1930, var en svensk läkare.
Hellström blev medicine licentiat i Stockholm 1887, var överläkare vid Epidemisjukhuset i Stockholm 1903–1924, blev medicine hedersdoktor i Uppsala 1907 samt erhöll 1918 professors namn. Hellström sysslade framför allt med de epidemiska sjukdomarna, i synnerhet difteri och dess behandling med serum. Han är gravsatt på Västra kyrkogården i Nyköping.